# Hans-Hermann Schwede
Hans-Hermann Schwede (* 1. Oktober 1938 in Einfeld) ist ein Brigadegeneral außer Dienst des Heeres der Bundeswehr.

## Leben
Schwede trat 1958 beim Panzerjägerbataillon 3 in Neumünster in die Bundeswehr ein. Von 1959 bis 1965 absolvierte er die Offizierausbildung, eine Ingenieurausbildung und hatte Verwendungen als Kompaniechef in einer Instandsetzungskompanie und in einer Instandsetzungsausbildungskompanie Elektronik. Von 1966 bis 1971 studierte er Maschinenbau an der Technischen Hochschule Darmstadt mit dem Abschluss Diplom-Ingenieur.
Schwede war von 1971 bis 1973 Stabsoffizier S 3 (Planung, Ausbildung, Organisation) und Instandsetzungsstabsoffizier im Heeresamt in Köln. 1973 wechselte er ins Bundesministerium der Verteidigung in den Führungsstab des Heeres, Referat I 6 in Bonn als Referent für Ausbildung. Von 1976 bis 1979 war er anschließend Bataillonskommandeur des Instandsetzungsbataillons 610 in Flensburg, von Oktober 1970 bis August 1985 Dezernatsleiter Logistik im Heeresamt in Köln, von September 1985 bis September 1987 Lehrgruppen-Kommandeur an der Technische Schule des Heeres und Fachschule des Heeres für Technik in Eschweiler und von Oktober 1987 bis Januar 1988 Gruppenleiter Instandsetzungstruppe und Instandsetzungsdienst im Heeresamt in Köln. Am 27. Lehrgang am NATO Defense College in Rom nahm er von Februar bis Juli 1988 teil.
Von September 1988 bis März 1991 war Schwede Kommandeur der Technischen Schule des Heeres und Fachschule des Heeres für Technik in Aachen, von April 1991 bis September 1996 Abteilungsleiter und General Heeresrüstung im Heeresamt (ab Januar 1995 im Heeresunterstützungskommando) und wurde im April 1992 zum Brigadegeneral ernannt. Ab Oktober 1996 war er in seiner letzten Verwendung Leiter des Materialamtes des Heeres in Bad Neuenahr-Ahrweiler. Mit Ablauf des März 1999 wurde er in den Ruhestand versetzt.
Schwede ist evangelisch, verheiratet und hat zwei Söhne.

## Auszeichnungen
- Verdienstkreuz 1. Klasse des Verdienstordens der Bundesrepublik Deutschland (1995)
- Verdienstkreuz am Bande des Verdienstordens der Bundesrepublik Deutschland
- Ehrenkreuz der Bundeswehr in Gold
- Legion of Merit

## Werke
- mit Karl Heinz Beelich: Die Lern-Spirale: Erfolgreich lernen mit Methode. Vogel, Würzburg 2002, ISBN 978-3-8023-1841-2.
- mit Karl Heinz Beelich: Denken · Planen · Handeln: Grundtechniken für zweckmäßiges Lernen und Arbeiten. 3. überarb. Auflage. Vogel, Würzburg 1983, ISBN 978-3-8023-0746-1.